# At Samat (huyện)
At Samat (tiếng Thái: อาจสามารถ) là một huyện (amphoe) của tỉnh Roi Et, Thái Lan.

## Địa lý
Huyện nằm ở trung tâm tỉnh Roi Et. Các huyện giáp ranh (từ phía bắc theo chiều kim đồng hồ) là: Thawat Buri, Thung Khao Luang, Selaphum, Phanom Phrai, Suwannaphum, Mueang Suang và Mueang Roi Et.

## Lịch sử
Huyện được thành lập năm 1897, ban đầu tên Sabut (สระบุศย์). Năm 1913, tên đã được đổi tên thành At Samat.

## Hành chính
Huyện này được chia thành 10 phó huyện (tambon), các đơn vị này lại được chia ra thành 138 làng (muban). At Samat là thị trấn (thesaban tambon) và nằm trên một phần của tambon At Samat. Mỗi một trong số tambon được quản lý bởi một Tổ chức hành chính tambon.
| \| STT. \| Tên \| Tên Thái \| Số làng \| Dân số \| \| \| ---- \| -------------- \| ---------- \| ------- \| ------ \| \| \| 1. \| At Samat \| อาจสามารถ \| 17 \| 10.598 \| \| \| 2. \| Phon Mueang \| โพนเมือง \| 16 \| 9.219 \| \| \| 3. \| Ban Chaeng \| บ้านแจ้ง \| 9 \| 5.670 \| \| \| 4. \| Nom \| หน่อม \| 13 \| 6.983 \| \| \| 5. \| Nong Muen Than \| หนองหมื่นถ่าน \| 17 \| 9.183 \| \| \| 6. \| Nong Kham \| หนองขาม \| 19 \| 10.400 \| \| \| 7. \| Hora \| โหรา \| 14 \| 7.628 \| \| \| 8. \| Nong Bua \| หนองบัว \| 10 \| 4.557 \| \| \| 9. \| Khilek \| ขี้เหล็ก \| 12 \| 4.815 \| \| \| 10. \| Ban Du \| บ้านดู่ \| 11 \| 5.658 \| \| |                |            |         |        |  |
| STT. | Tên            | Tên Thái   | Số làng | Dân số |  |
| 1. | At Samat       | อาจสามารถ  | 17      | 10.598 |  |
| 2. | Phon Mueang    | โพนเมือง    | 16      | 9.219  |  |
| 3. | Ban Chaeng     | บ้านแจ้ง     | 9       | 5.670  |  |
| 4. | Nom            | หน่อม       | 13      | 6.983  |  |
| 5. | Nong Muen Than | หนองหมื่นถ่าน | 17      | 9.183  |  |
| 6. | Nong Kham      | หนองขาม    | 19      | 10.400 |  |
| 7. | Hora           | โหรา       | 14      | 7.628  |  |
| 8. | Nong Bua       | หนองบัว     | 10      | 4.557  |  |
| 9. | Khilek         | ขี้เหล็ก      | 12      | 4.815  |  |
| 10. | Ban Du         | บ้านดู่       | 11      | 5.658  |  |